# Friuli Aquileia Pinot bianco superiore
Il Friuli Aquileia Pinot Bianco superiore è un vino DOC la cui produzione è consentita nella provincia di Udine.

## Caratteristiche organolettiche
- colore: giallo paglierino chiaro a giallo dorato.
- odore: leggero profumo caratteristico.
- sapore: vellutato caratteristico.

## Produzione
Provincia, stagione, volume in ettolitri
- nessun dato disponibile